# سومو

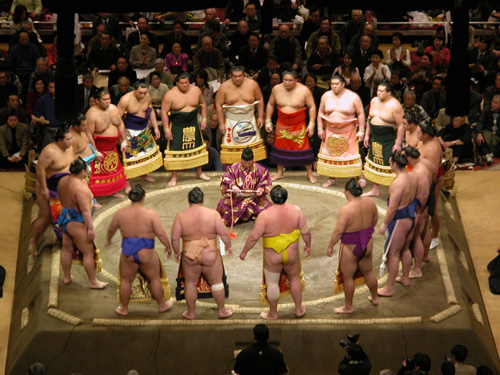
مصارعي السومو يقفون حول حكم السومو في حفل افتتاح

سومو (بالـيابانية: 相撲) من الرياضات القتالية اليابانية. تحظى بشعبية كبيرة في البلاد. تدخل في اللعبة بعض الطقوس اليابانية القديمة، ويعتبرها اليابانيون أكثر من مجرد رياضة عادية، فهي تقليد وتراث يجمعون على وجوب الحفاظ عليه.
مبدأ رياضة السومو يقوم على محاولة كلا المصارعين (ريكيشي) إخراج المصارع الآخر من دائرة المصارعة (دوهيو) أو جعل أي جزء من جسمه (غير أسفل قدمه) يلمس الأرض. تعتبر السومو من الفنون القتالية اليابانية الحديثة على الرغم من أن جذورها تعود إلى عدة قرون خلت. 

## تاريخ
تم ذكر كلمة «سومو» لأول مرة سنة 712 م في كتابات الكوجيكي (古事記) أو «وقائع الأحداث القديمة» وهي أولى المدونات اليابانية المعروفة. تروي الـ«كوجيكي» قصة صراع سومو دار بين إلهين قديمين، «تاكيمي كازوتشي» و«تاكيمي ناكاتا»، ثم انتصار الأول. بعد انتصاره استولى الشعب الذي يقوده «تاكيمي كازوتشي» على جزر الأرخبيل الياباني، كما أنحدر من صلبه أباطرة اليابان الحاليين.

## السوموتوري
يطلق على مصارعي السومو اسم «سوموتوري» أو «ريكيشي». جسمهم عار إلا من الـ«ماواشي»، وهي قطعة من القماش تلف حول الخصر وما بين الأرجل. يمكن مسك مصارعي السومو من هذه القطعة، وعدا ذلك فأي مسكة أخرى تعتبر ممنوعة. يقوم السوموتوري بتسريح شعرهم وفق تقليعة «شون ماجي» اليابانية، الشعر مملس (أملس) بواسطة دهن خاص. كما يمسك عن طريق حلية (حِلْيَةٌ) خاصة (وتسمى بالعربية: كُعَيْكَة).

## النزال

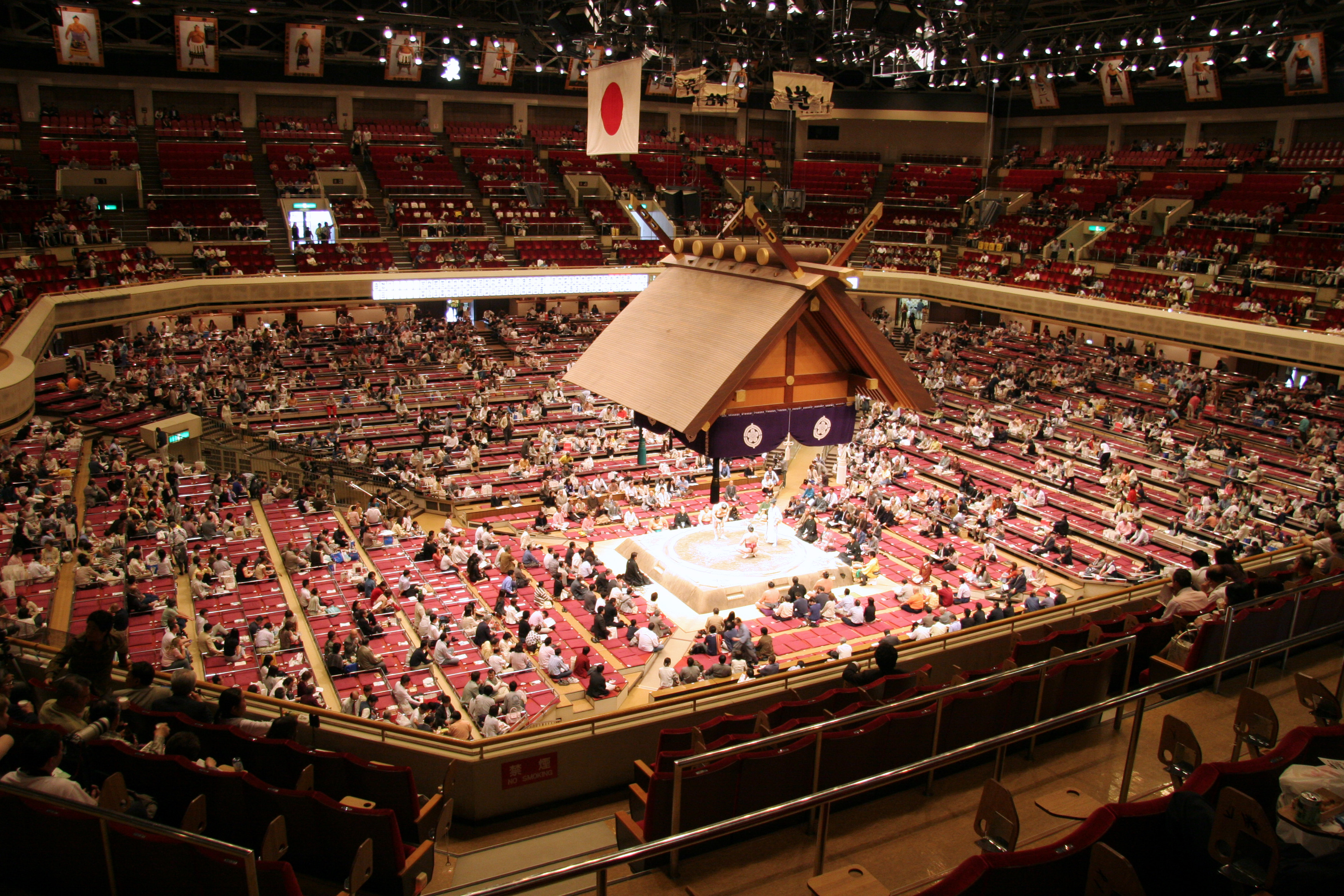
ريوغوكو كوكوغيكان: إحدى قاعات (صالات) مصارعة السومو الكبيرة في طوكيو.

قبل النزال يقوم المصارعين بالتحمية، عن طريق رفع الرجل اليمنى، ثم اليسرى مع البقاء في وضعية محنية أو ما يسمى بالـ«سيكو». كما يقومان بعملية التطهير ويتم فيها رمي حفنه من الملح فوق الـ«دوهيو» أو الحلبة والتي تحدها دائرة قطرها 4 أمتار.
ينطلق النزال مع إشارة الحكم والذي يعرض الناحية الثانية من مروحته. بعد مرحلة الترصد، يلمس السوموتوري الأرض بكلتا يديهم للتعبير عن قبولهم النزال. تبدأ مرحلة المواجهة الجسدية، يرتمى كل من المصارعين على الآخر. هدف النزال هو رمي المصارع الآخر إلى خارج الدائرة أو وضعه على الأرض. يمكن للمصارعين استعمال إحدى المسكات المسموحة (عددها 70) والتي تذكرها قوانين اللعبة المعروفة باسم «كاميريتي».
هذه بعض قوانين اللعبة:
- أول المتصارعين «ريكيشي» الذي يلمس الأرض بأي من أطراف جسده عدا أسفل قدميه يعتبر خاسراً.
- أول «المتصارعين» الذي يلمس المنطقة خارج الدائرة يعتبر خاسراً.
- المصارع الذي يستعمل تقنية غير مشروعة أو «كينجيتي» يعتبر خاسراً.
- المصارع الذي يفقد الـ«ماواشي» (قطعة القماش) يعتبر خاسراً.

## حلبة المصارعة

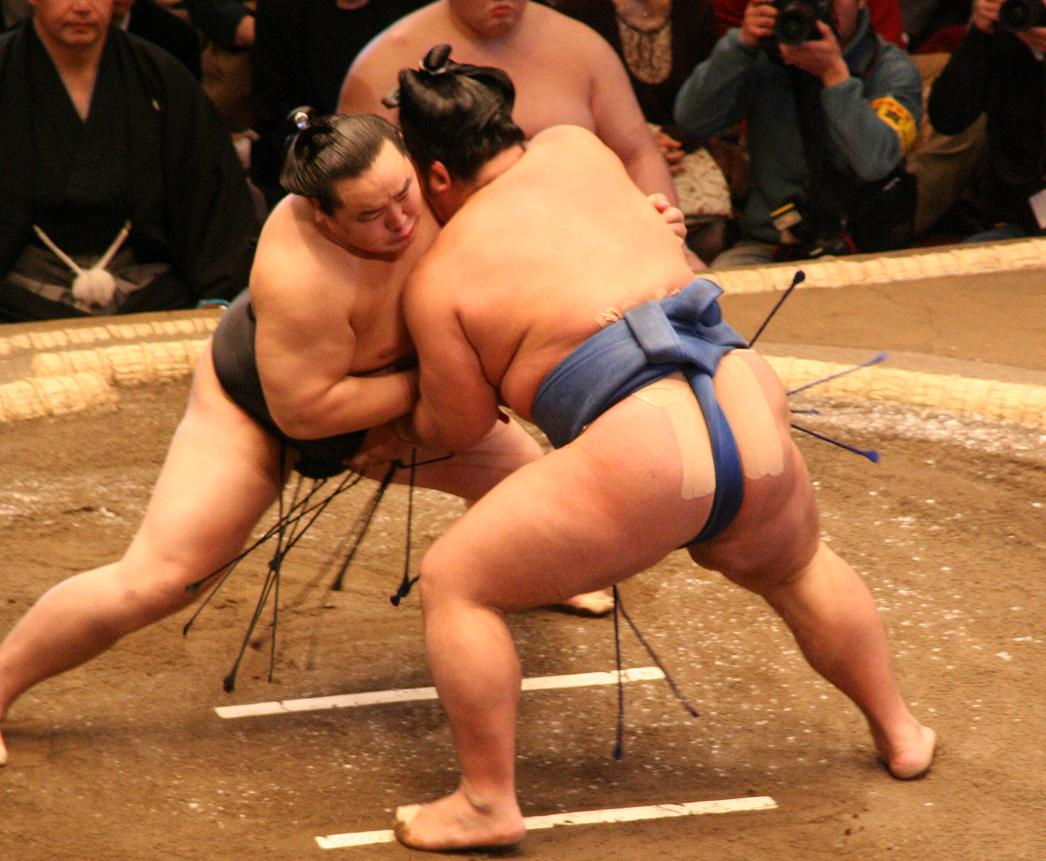
مباراة سومو بين أساشوريو وكوتوشوغيكو في يناير 2008.

تقام مباريات السومو في هذه الحلبة (دوهيو) وهي حلقة بقطر 4.55 متر (14.9 قدم) مصنوعة من رزم قش الأرز داخل قاعدة مربعة ذات ضلع بطول 6.7 متر من الطين، بارتفاع 34-60 سنتيمتر عن الأرض، وبسطح مغطى بالرمل. في الوسط يوجد خطان أبيضان متوازيان حيث يأخذ كل مصارع سومو وضعيته قبل النزال.

## الترتيب
خلال الدورات، يكون هدف المصارع الحصول على عدد من الانتصارات يكون أكبر من عدد الهزائم، في مجموع 15 نزالاً. إذا أفلح المتصارع في ذلك يطلق عليه لقب «كاتشي-كوشي» ويربح بعض المراتب في التصنيف العام للمصارعين، إذا فشل يتقهقر ترتيبه في التصنيف.
إذا ما أظهر أحد المصارعين مقدرة خارقة، تقوم اتحادية السومو بمنحه لقب «يوكوزونا» (بالـيابانية: 横綱 = إله السومو الحي). يحتفظ المصارع باللقب مدى الحياة ولا يمكن أن يتراجع في التصنيف بعدها. أثناء دورات المصارعة يتم منح جوائر للمصارعين الذين يتمكنون من التغلب على الـ«يوكوزونا»، كما يتم تكريم أولئك الذين حققو أكبر مجموع من الانتصارات أو الذين أظهرو مهارات عالية. يتم بث مباريات السومو في كامل اليابان وتحظى اللعبة بشعبية كبيرة وسط اليابانيين.

## مرتبات اللاعبين
بحسب أرقام عام 2006، كان المرتب الشهري للاعبي ماكونوأوتشي (أعلى دوري في سومو المحترفين) على الشكل التالي 
- مرتبة يوكوزونا: 2.820.000 ين
- مرتبة أوزيكي: 2.347.000 ين
- مرتبة سنياكو: 1.693.000 ين
- مرتبة مايه غاشيرا: 1.309.000 ين
- مرتبة جوريو: 1.036.000 ين

بينما اللاعبون مادون مرتبة جوريو يعتبرون على أنهم متدربين ولا يتلقون مرتبات بل مكافآت شهرية صغيرة نسبياً.